# Svenska Rotormaskiner
Svenska Rotor Maskiner (SRM) är ett svenskt klassiskt ingenjörsbolag som bildades 1908 under namnet AB Ljungströms Ångturbin för att utveckla den dubbelvridande ångturbin som uppfanns av Birger Ljungström. År 1950 såldes patentet för ångturbinen till Svenska Turbinfabriks AB Ljungström (STAL) som senare slogs samman med Turbin AB de Laval Ljungström för att bilda STAL-LAVAL Turbin AB, idag ABB STAL. År 1951 bytte AB Ljungströms Ångturbin namn till Svenska Rotor Maskiner AB. Fram till 1981 noterades SRM på Stockholmsbörsen. 2003 köptes SRM av Opcon Group AB . 
SRM har under det senaste århundradet utvecklat en serie produkter för den globala marknaden, inklusive Ljungströms luftförvärmare från 1920-talet, som 1995 utmärktes som världshistorisk milstolpe inom mekanisk konstruktion och värmeteknik av American Society of Mechanical Engineers.